# Тракийско дружество „Антим Първи“
Тракийско дружество „Антим Първи“ в Бургас е сдружение на тракийските и македонски българи бежанци, намерили убежище в града и околността. 
То е първото тракийско дружество в Бургас и е основано на 15 декември 1896 година, първоначално като клон на създаденото по-рано същата година от братята Петър и Никола Драгулеви в град Варна тракийско дружество, наречено Одринско преселенско дружество „Странджа“. Печатен орган на дружеството е вестник „Тракийци“.

## Цели и задачи
Основните цели, които си поставя дружеството според устава, са:
- Отстояване и реализиране на българската национална кауза за Тракия – право на завръщане и възраждане на българщината в Източна и Западна Тракия; интеграция в Тракия и с България; съхраняване историческата истина за Тракия; развитие на тракийската духовност; опазване на тракийското наследство.
- Спазване и защита на човешките и имуществени права на тракийските бежанци и техните потомци.
- Защита на българщината, българите в чужбина и православната вяра.
- Благоденствие на българския народ и просперитет на българската държава.

### Председатели на дружеството
- Григор Дяков 15.12.1896 – 1899
- д-р Христо Георгиев 1899 – 1900
- Петър Обрешков 1901 – 1902
- Георги Минков
- д-р Павел Ношков
- Димитър Попниколов
- Иван Орманджиев
- Димитър Янев
- Георги Попаянов
- Атанас Калфов
- Панайот Воденичаров
- Димитър Янев 1937 – 1939
- Никола Андреев Стоянов 1939 – 1944
- Янко Комитов 1945 – 1975
- Янко Керемедчев 1975 – 1976
- Йордан Янев 1976 – 1980
- Петър Попов 1980 – 1982
- Веска Даракчиева 1982 – 1992
- д-р Стамат Апостолов 1994 – 2006
- Желязко Матев 2006 – 2009
- Лазар Налбантов от 5 декември 2009 до 11 май 2012 г. Изключен от общото събрание за злоупотреби.
- Димо Карабелов 12 май 2012 – 21 февруари 2014 г.
- Тодор Димитров Ангелов от 22 февруари 2014 г.